# 富山県国際健康プラザ
富山県国際健康プラザ（とやまけんこくさいけんこうプラザ）は、富山県富山市友杉151番地にある施設。愛称は『とやま健康パーク』である。

## 沿革
- 1999年（平成11年）7月8日 - 開設記念式典（同年7月9日オープン）[1]。
- 2012年（平成24年）4月29日 - 『富山県立イタイイタイ病資料館』が開館する[2]。

## 地理
施設の東方に国道41号が南北を走る。また、富山ICや富山空港からも近い。

## 敷地内施設
- 健康スタジアム
- 生命科学館
- 富山県立イタイイタイ病資料館
- 屋外健康づくり施設

### 温泉諸元
敷地内の温浴施設は『国際健康プラザ温泉』より供給されている。
- 泉質 - ナトリウム - 塩化物泉[3]
- 源泉の深さ - 1,450m[3]
- 泉温 - 44.1℃[3]
- pH - 7.94[3]
- 溶存物質 - 4,258mg/kg[3]

## 交通
- 富山駅より、
  - 富山地方鉄道バス、笹津・猪谷方面行で｢下熊野｣下車徒歩15分
  - または総合運動公園行で｢とやま健康パーク｣下車すぐ（経由便のみ）、または「中坪口」下車徒歩10分。
- 北陸自動車道富山ICより、車で約10分。